# Enrico Rovelli
Enrico Rovelli (Erba, 18 marzo 1944) è un imprenditore italiano.

## Biografia
Rovelli è stato manager musicale di Patty Pravo e Vasco Rossi (per il quale ha curato oltre 500 concerti), oltre che del rocker Simone Tomassini, lanciato dallo stesso Rovelli e dall'etichetta di Vasco Rossi la "Bollicine". Si è inoltre occupato di Pino Daniele, Patty Pravo, Antonello Venditti, Adriano Celentano, Renato Zero, Claudio Baglioni, Marco Masini, Fabio Concato, Fabrizio Moro e Anna Oxa. Fondatore di Radio Music 100 (poi diventata Radio Deejay) e di noti locali milanesi quali il Rolling Stone, il City Square, Carta Vetrata e l'Alcatraz. Ha anche preparato concerti italiani di Bruce Springsteen, Bob Dylan, Queen, The Police, The Clash, U2, Frank Zappa, David Bowie, Deep Purple e Genesis.
Da sempre appassionato d'arte, si è diplonato ai corsi serali della Scuola Superiore d’Arte al Castello Sforzesco di Milano e ha frequentato la Scenografia Sormani. 
Negli anni '60 era un informatore del Commissario Calabresi e in questa veste fu accusato di avere coinvolto Pinelli fra i responsabili della strage di Piazza Fontana.
Nel 1997 ha perso il figlio Billy; nel 2010 è morto anche il figlio Davide, scenografo (a 44 anni, il 17 gennaio, a causa di un incidente stradale con una Dodge Viper). Enrico Rovelli ha comprato una intera pagina del Corriere della Sera per ricordare la sua morte (e il 2 febbraio 2010 ha partecipato alla trasmissione di Canale 5 Mattino Cinque, invitato dalla conduttrice Federica Panicucci per parlare della tragica vicenda). Anche il programma televisivo Le Iene ha dedicato un servizio alla vicenda, durante il quale Rovelli ha raccontato e ricostruito l'accaduto.
Nel 2013 è diventato il produttore di Anna Oxa.
Nel 2017 ha riaperto il Club Modà di Erba.